# Тарабаріно
Тараба́ріно (рос. Тарабарино) — присілок у складі Промишленнівського округу Кемеровської області, Росія.

## Населення
Населення — 90 осіб (2010; 99 у 2002).
Національний склад (станом на 2002 рік):
- росіяни — 84 %